# La visió del sermó
La visió del sermó, o La lluita de Jacob amb l'àngel (en francès La Vision du sermon, ou La Lutte de Jacob avec l'ange), és un quadre de Paul Gauguin fet entre l'agost i el setembre del 1888 a Pont-Aven durant la seva segona estada a la Bretanya. Es conserva a Edimburg, a la Galeria Nacional d'Escòcia. Té la referència número 245 en el catàleg de Wildenstein-Cogniat de 1964, i número 308 en el catàleg de Daniel Wildenstein de 2001 (W 245 / W 308).

## Descripció
El tema és una representació de la lectura bíblica sobre la lluita entre Jacob i l'àngel. En primer pla unes dones bretones amb els distintius vestits tradicionals visualitzen l'escena. Destaquen les enormes còfies blanques que ocupen mig quadre. A la dreta es veu el perfil del capellà. A l'esquerra, altres dones amb els ulls tancats i les mans juntes estan en una actitud de pregària. Al seu costat hi ha una vaca amb el genoll doblegat. Separat en diagonal pel tronc d'un arbre, al cantó superior de la dreta un àngel amb les ales esteses lluita amb Jacob sobre un terra vermellós. A la part superior les fulles de l'arbre deixen entreveure un paisatge verd.

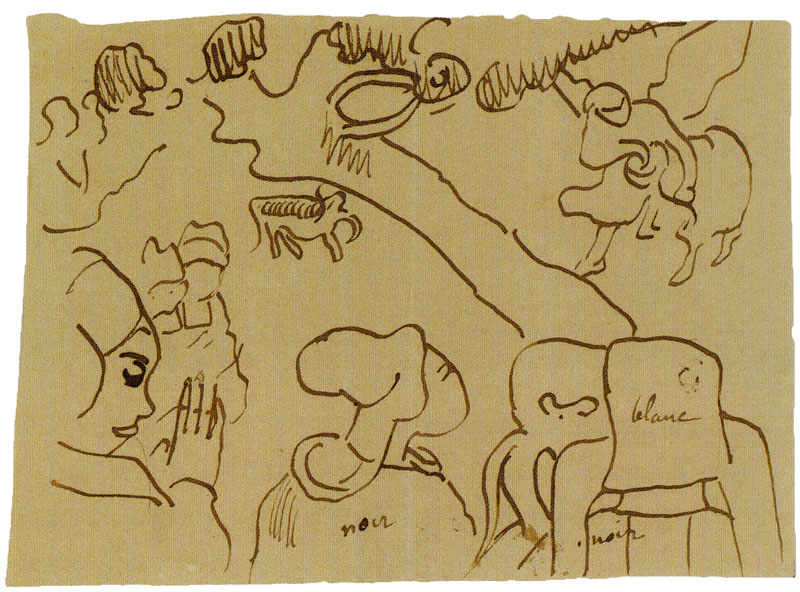
Apunt en carta a Van Gogh

Gauguin en va fer una descripció per a Vincent van Gogh afegint un apunt del quadre:
«Uns grups de bretones estan resant, amb vestits negre intens i amb còfies blanques groguenques molt lluminoses. Un pomer creua la tela, de color violeta obaga, i les fulles, dibuixades en grups com núvols, són verd maragda amb els intersticis verd-groc de sol. El terra (vermelló pur) a l'església es rebaixa i es fa marró-roig.
»L'Àngel està vestit de blau d'ultramar violent i Jacob verd ampolla. Les ales de l'àngel són groc de crom I pur. Els cabells de l'àngel, crom 2 i els peus carn taronja. Crec haver aconseguit amb les figures una gran simplicitat rústica i supersticiosa. Tot plegat és molt sever. La vaca que hi ha sota l'arbre és molt petita en comparació a la realitat, i s'encabrita.»

## Composició
El quadre és el primer que va fer Gauguin de tema religiós. Es serveix de diferents models per fer una composició imaginativa. La diagonal de l'arbre separa el món real de les dones i el món imaginat de la visió del sermó. El fort contrast de colors afecta la perspectiva dirigint l'atenció cap al pla del fons.
Gauguin el qualifica com «un quadre religiós realitzat molt malament però que m'ha interessat en gran manera i que m'agrada» i afegeix que «per mi, en aquest quadre el paisatge i la lluita no existeixen més que en la imaginació de la gent que està pregant a conseqüència del sermó. És per això que hi ha contrast entre la gent real i la lluita del paisatge, no real i desproporcionat.» Aquest contrast entre allò real i imaginari també es va destacar en la lluita representada per Delacroix en els frescos de l'església de Saint-Sulpice de París.
Émile Bernard va assenyalar la influència de les estampes japoneses en el treball de Gauguin. El japonesisme queda de manifest en l'arbre que talla el quadre en diagonal i en l'ús del color vermell. Aquesta composició apareix en una estampa de Hiroshige (Prunerar a Kameido, 1857) que va ser versionada per Vincent van Gogh (Japonaiserie: pruniers en fleurs, après Hiroshige, 1887). En canvi, l'escena de la lluita és més pròpia del gouren, la lluita tradicional bretona, que dels lluitadors de sumo com suggereix Bernard.

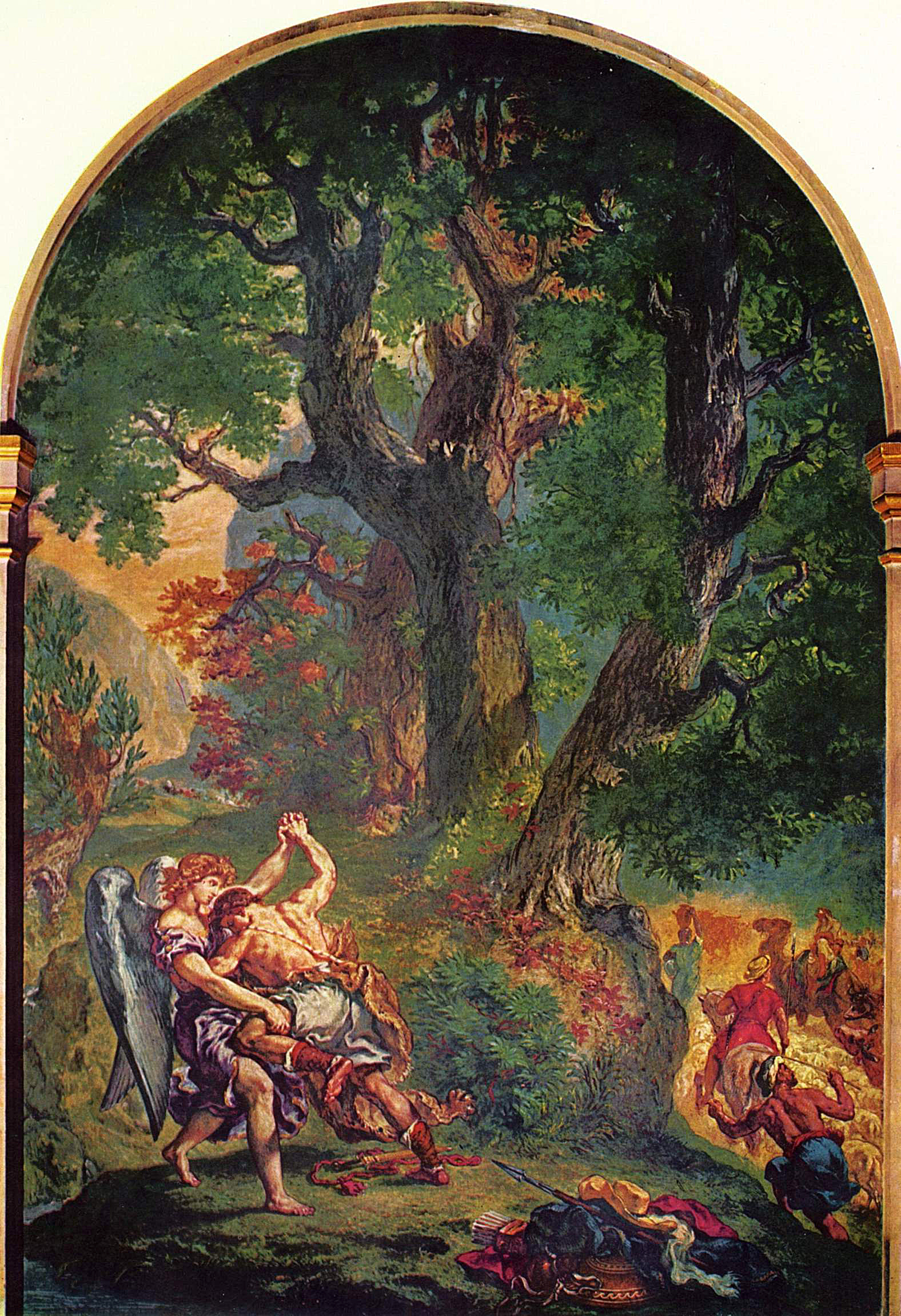
Lluita de Jacob amb l'Àngel, 1854-61, Eugène Delacroix
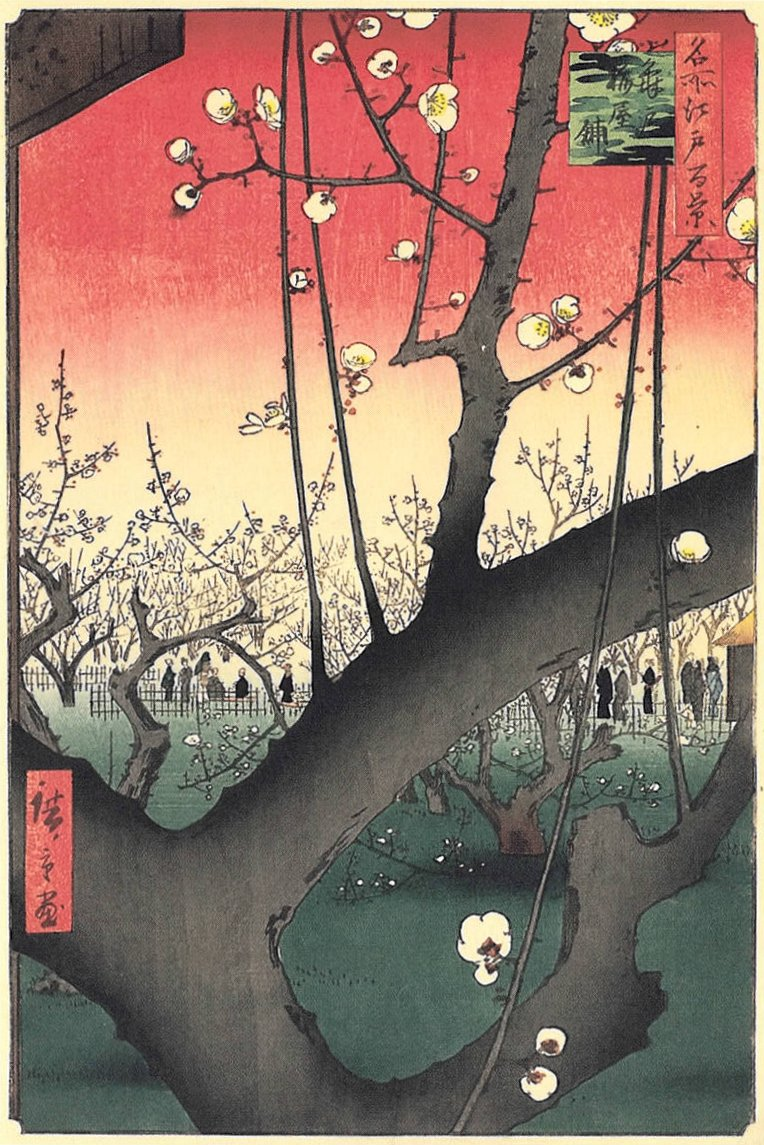
Prunerar a Kameido, 1857, Utagawa Hiroshige
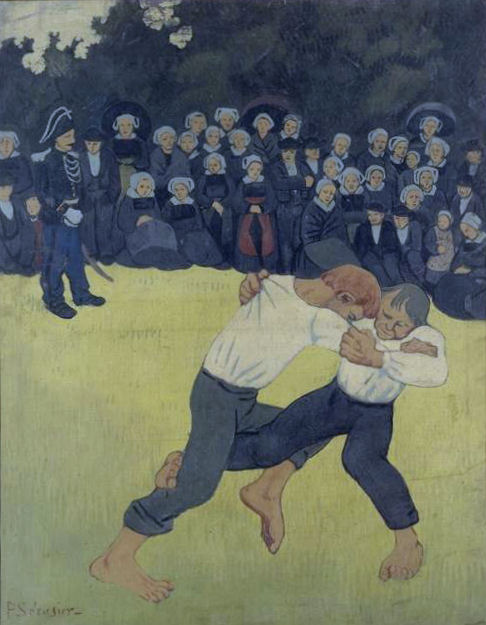
Lluita bretona, 1890-91, Paul Sérusier
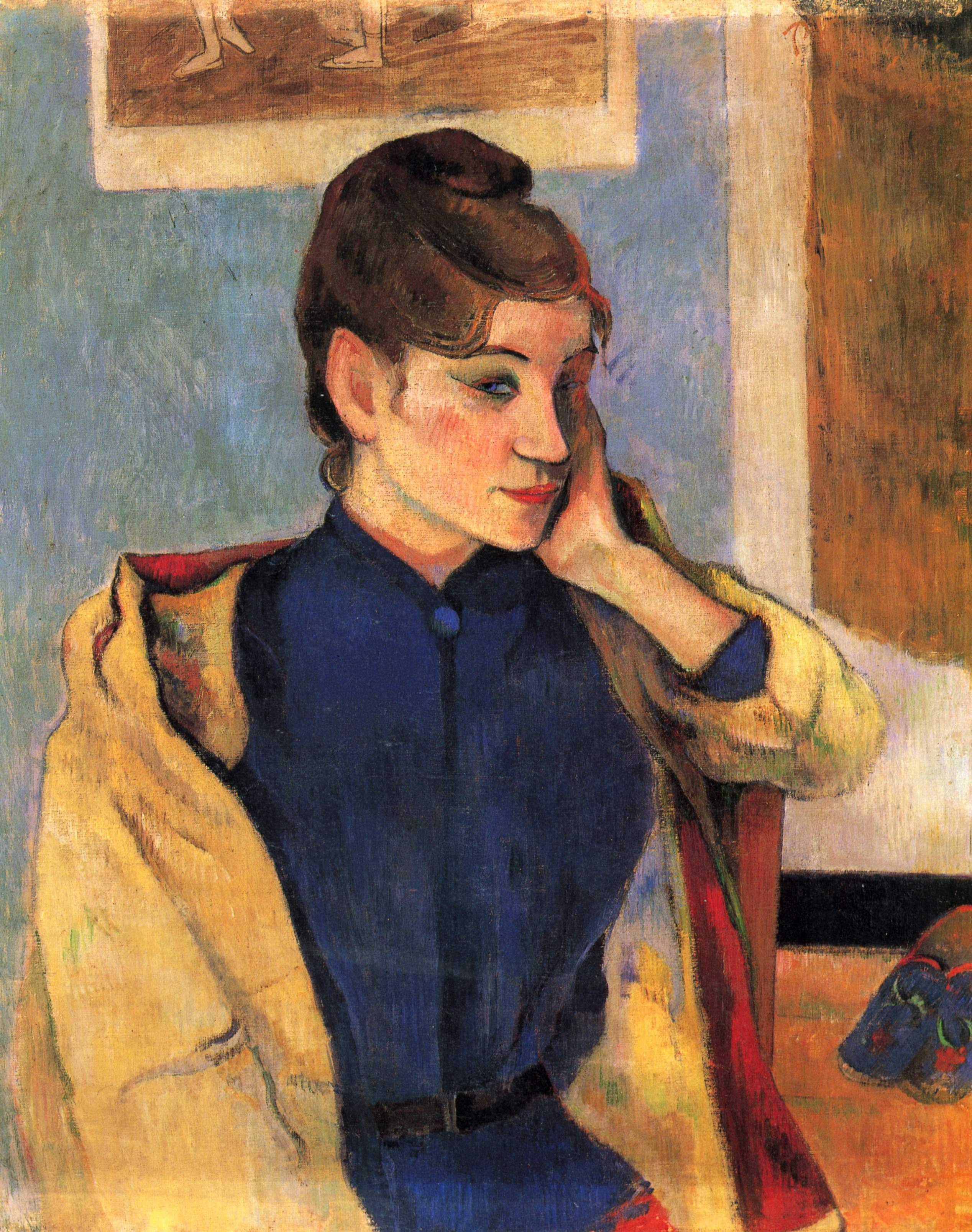
Retrat de Madeleine Bernard, 1888, Paul Gauguin

S'ha assenyalat que el capellà que es mostra a la dreta podria ser un autoretrat de Gauguin. La bretona que es mostra de perfil al mig del quadre podria ser Madeleine Bernard, germana d'Émile, a qui li agradava vestir-se de bretona. Gauguin n'estava enamorat però no era correspost.

## Context
El relat de la lluita de Jacob amb l'àngel és al Gènesi (32:22-32). En el retorn de Jacob a la terra de Canaan, va fer passar la seva família a l'altra banda del riu Jaboc i ell es va quedar sol. Va estar lluitant fins a l'alba amb un àngel fins que va aconseguir la seva benedicció. Tradicionalment l'episodi s'interpreta com la lluita de Jacob contra la seva consciència per trobar la veritat i la redempció. Després de la lluita, i d'aconseguir la benedicció, Jacob pot travessar el riu i entrar en la terra promesa.
Les figures que s'inclouen a l'escena són dotze, un nombre associat a Jacob com a pare de les dotze tribus d'Israel. La vaca és un símbol de redempció, sacrificada en els ritus celtes dels antics bretons. Com a simbolisme cristià és el sacrifici d'Ezequiel (Ez, 43:18-27).
Tot el quadre està inspirat en les festes de Sant Nicodem, anomenades Pardon, celebrades el 3 d'agost a la capella de Saint Nicodème del municipi de Pluméliau. Està separada del riu Blavet per un fajolar on Gauguin situa l'escena de la lluita convertint el riu en el Jaboc. Quan els fajols són madurs prenen un color vermellós. La capella va ser construïda al segle xvi en el lloc on es van aturar dos bous. El 3 d'agost es fa una processó amb els animals de banya que es beneeixen solemnement. Després de les vespres es fa una foguera que és encesa per un àngel d'ales daurades i cabell ros que es baixa de la torre del campanar.
La lectura bíblica del servei eucarístic del dia 5 d'agost de 1888 corresponia al divuitè diumenge després de Pasqua. Segons el ritu de Sarum, seguit a la Bretanya com a les illes Britàniques, la lectura d'aquell diumenge era la de Jacob lluitant amb l'àngel. Després de l'ofici les festes seguien amb un concurs de lluita bretona on el premi era una vedella o una cabra.
Gauguin, que estava més interessat en l'aspecte cultural que religiós, sintetitza totes les impressions subjectives: les dones, la lluita, l'àngel, la vaca, el riu Blavet, el camp vermellós del fajol madur i de la foguera. Gauguin barreja les tradicions bretones, Jacob i Israel de l'Antic Testament, i el fariseu Nicodem del Nou Testament, per fer una al·legoria de la lluita de l'home per reconciliar-se amb la seva pròpia consciència, amb els altres, amb la natura i amb Déu.

## Repercussions

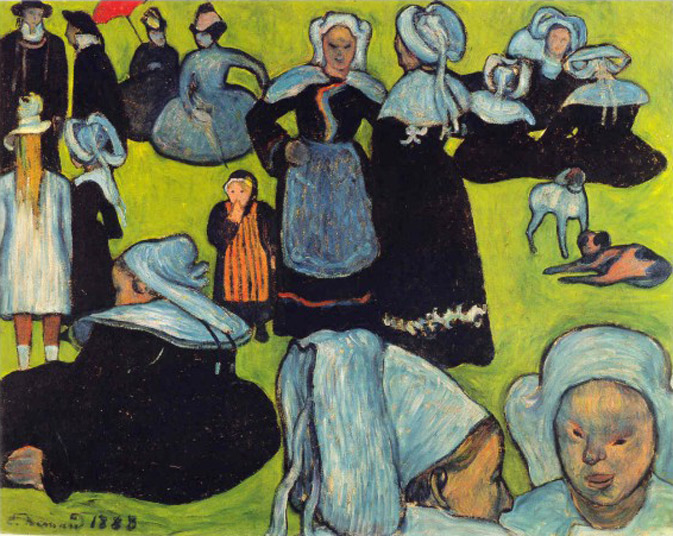
Bretonnes au Pardon (1888) d'Émile Bernard.

El quadre és la culminació de l'evolució que Gauguin havia començat a Martinica i que consolida la tècnica creada per Émile Bernard, de l'escola de Pont-Aven, en un estil postimpressionista que anomenen sintetisme. Substitueix les pinzellades impressionistes per colors plans sense ombres, substitueix el naturalisme per una simplificació de formes i superposa diferents models en una composició imaginativa segons els principis del simbolisme. Va ser qualificat per Pissarro, que fou el seu mestre en els inicis impressionistes, com un pas enrere per la seva filosofia mística i antisocial. En canvi, va ser acollit amb entusiasme pels simbolistes.
Bernard va acabar trencant amb Gauguin denunciant que li havia plagiat el seu quadre Bretonnes au Pardon. Anys més tard Gauguin diria sarcàsticament que «en realitat he robat tant al meu mestre de pintura Émile Bernard que no li ha quedat res»

## Historial

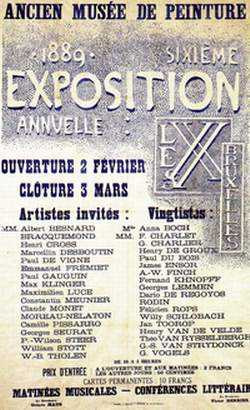
Pòster de l'exposició de Les XX del 1889 a Brussel·les.

Gauguin «volia donar-lo a l'església de Pont-Aven; naturalment no els ha interessat en absolut» «de forma que l'envio a Van Gog [sic]» (Teo Van Gogh, germà de Vincent i marxant de Gauguin que quasi sempre escrivia així el seu cognom). Va ser exposat el 1889 a Les XX de Brussel·les. El mateix any va ser posat a la venda en la galeria de Theo van Gogh de París per 600 francs, però no va trobar comprador. En la subhasta de l'Hôtel Drouot de 1891 va ser comprat per 900 francs per Henry Meilheurat des Pruneaux. L'any 1910 el va comprar el marxant d'art Ambroise Vollard per 6.000 francs. L'any 1912 el va adquirir el col·leccionista Micheal Sadler d'Oxford per 15.000 francs. Des del 1925 és a la Galeria Nacional d'Escòcia.